# Галиндес, Эрнан
Эрна́н Исмаэ́ль Гали́ндес (исп. Hernán Ismael Galíndez; род. 30 марта 1987[…], Росарио, Санта-Фе) — аргентинский и эквадорский футболист, вратарь клуба «Уракан» и сборной Эквадора.

## Клубная карьера
Галиндес родился 30 марта 1987 года в Росарио, Аргентина. Он начинал играть в футбол в клубе «Альянса Спорт» на позиции нападающего и перешёл на позицию вратаря в 5 лет. 4 октября 2008 года Эрнан дебютировал в профессиональном футболе в матче Апертуры против «Расинга» (1:4), выйдя на поле на 30-й минуте вместо удалённого Хорхе Броуна. В дальнейшем молодой вратарь ещё трижды подменял Броуна в сезоне 2008/2009. 27 ноября 2009 года тот получил тяжёлую травму, в связи с чем Галиндес стал основным вратарём команды до конца сезона. По итогам турнира «Росарио Сентраль» занял 17 место в сводной таблице вылета, в связи с чем его судьба должна была решиться в стыковых матчах против клуба «Олл Бойз». По итогам двух матчей клуб вылетел из высшего дивизиона Аргентины, проиграв со счётом 1:4, а сам Галиндес отметился в них результативными ошибками.
После этого в начале следующего сезона он отправился в бесплатную аренду без права выкупа в клуб «Кильмес». По возвращении из аренды Галиндес полгода тренировался с резервной командой «Росарио Сентраль», и в конце года контракт с ним был расторгнут. В начале 2012 года он подписал контракт с чилийским клубом «Рейнджерс» (Талька), откуда вскоре отправился в аренду в клуб эквадорской Серии B «Универсидад Католика» из Кито. В сезоне 2012 года Галиндес был основным вратарём команды, проведя 41 матч в лиге, и помог ей занять первое место в Серии B и вернуться в высший дивизион Эквадора спустя 2 года. 22 января 2013 года он подписал полноценный контракт с «Универсидадом». По итогам следующего сезона клуб занял 4 место, впервые за 34 года квалифицировавшись на континентальный турнир, Южноамериканский кубок, а сам Галиндес выходил на поле во всех матчах чемпионата. В последующие годы вратарь сохранил своё бесспорное место в стартовом составе, проведя более 300 игр и став рекордсменом клуба среди вратарей по числу проведённых матчей. 29 октября 2017 года в матче против клуба «Клан Хувениль» (2:0) Эрнан забил свой первый гол в карьере, реализовав пенальти на 82-й минуте; несколько минут спустя он также отбил пенальти, назначенный в его ворота.
В январе 2022 года Галиндес подписал контракт с «Универсидад де Чили» на два года с опцией продления на третий.

## Карьера в сборной
25 февраля 2019 года, спустя 4 года неудачных попыток, Галиндес получил эквадорское гражданство. 5 октября 2020 года натурализованный вратарь был впервые вызван в сборную Эквадора главным тренером команды Густаво Альфаро на матчи отборочного турнира чемпионата мира 2022 года против Аргентины и Чили вместо Йохана Падильи, сдавшего положительный тест на SARS-CoV-2. 9 июня 2021 года он был включён в заявку сборной на Кубок Америки. 23 июня Галиндес дебютировал за сборную в матче 4 тура группового этапа Кубка Америки против сборной Перу (2:2). 27 июня в последнем туре группового этапа вратарь помог своей команде сохранить ничью против сборной Бразилии (1:1) и выйти в четвертьфинал турнира. В четвертьфинале против сборной Аргентины Галиндес снова вышел на поле, однако его команда проиграла со счётом 3:0 и покинула турнир. Был включён в состав сборной на чемпионат мира 2022.

## Статистика

### Клубная
| Выступление                 | Выступление      | Выступление      | Лига | Лига | Континент. | Континент. | Прочие | Прочие | Итого | Итого |
| Клуб                        | Лига             | Сезон            | Игры | Голы | Игры       | Голы       | Игры   | Голы   | Игры  | Голы  |
| --------------------------- | ---------------- | ---------------- | ---- | ---- | ---------- | ---------- | ------ | ------ | ----- | ----- |
| Росарио Сентраль            | Примера A        | 2008/2009        | 4    | 0    | —          | —          | —      | —      | 4     | 0     |
| Росарио Сентраль            | Примера A        | 2009/2010        | 21   | 0    | —          | —          | 2      | 0      | 23    | 0     |
| Росарио Сентраль            | Примера B        | 2011/2012        | —    | —    | —          | —          | —      | —      | 0     | 0     |
| Росарио Сентраль            | Итого            | Итого            | 25   | 0    | —          | —          | 2      | 0      | 27    | 0     |
| Кильмес (аренда)            | Примера A        | 2010/2011        | 15   | 0    | —          | —          | —      | —      | 15    | 0     |
| Кильмес (аренда)            | Итого            | Итого            | 15   | 0    | —          | —          | —      | —      | 15    | 0     |
| Универсидад Католика (Кито) | Серия B          | 2012             | 41   | 0    | —          | —          | —      | —      | 41    | 0     |
| Универсидад Католика (Кито) | Серия A          | 2013             | 44   | 0    | —          | —          | —      | —      | 44    | 0     |
| Универсидад Католика (Кито) | Серия A          | 2014             | 41   | 0    | 4          | 0          | —      | —      | 45    | 0     |
| Универсидад Католика (Кито) | Серия A          | 2015             | 42   | 0    | 2          | 0          | —      | —      | 44    | 0     |
| Универсидад Католика (Кито) | Серия A          | 2016             | 44   | 0    | 2          | 0          | —      | —      | 46    | 0     |
| Универсидад Католика (Кито) | Серия A          | 2017             | 36   | 1    | 3          | 0          | —      | —      | 39    | 1     |
| Универсидад Католика (Кито) | Серия A          | 2018             | 43   | 0    | —          | —          | —      | —      | 43    | 0     |
| Универсидад Католика (Кито) | Серия A          | 2019             | 29   | 0    | 6          | 0          | —      | —      | 35    | 0     |
| Универсидад Католика (Кито) | Серия A          | 2020             | 27   | 0    | 2          | 0          | —      | —      | 29    | 0     |
| Универсидад Католика (Кито) | Серия A          | 2021             | 15   | 0    | 4          | 0          | —      | —      | 19    | 0     |
| Универсидад Католика (Кито) | Итого            | Итого            | 362  | 1    | 23         | 0          | —      | —      | 385   | 1     |
| Всего за карьеру            | Всего за карьеру | Всего за карьеру | 402  | 1    | 23         | 0          | 2      | 0      | 427   | 1     |

### За сборную
| Эквадор | Эквадор | Эквадор | Эквадор |
| Год     | Игры    | Голы    |         |
| ------- | ------- | ------- | ------- |
| 2021    | 7       | -9      |         |
| 2022    | 8       | -8      |         |
| Всего   | 15      | -17     |         |

| №  | Дата             | Оппонент   | Счёт | Пр. голы | Минуты    | Соревнование                    |
| -- | ---------------- | ---------- | ---- | -------- | --------- | ------------------------------- |
| 1  | 23 июня 2021     | Перу       | 2:2  | 2        | 90'       | Кубок Америки 2021 (группа В)   |
| 2  | 27 июня 2021     | Бразилия   | 1:1  | 1        | 90'       | Кубок Америки 2021 (группа В)   |
| 3  | 4 июля 2021      | Аргентина  | 0:3  | 3        | 90'       | Кубок Америки 2021 (1/4 финала) |
| 4  | 2 сентября 2021  | Парагвай   | 2:0  | 0        | 90'       | Отбор ЧМ-2022-КОНМЕБОЛ          |
| 5  | 5 сентября 2021  | Чили       | 0:0  | 0        | 36'( 36') | Отбор ЧМ-2022-КОНМЕБОЛ          |
| 6  | 28 октября 2021  | Мексика    | 3:2  | 2        | 90'       | Товарищеский матч               |
| 7  | 5 декабря 2021   | Сальвадор  | 1:1  | 1        | 69'( 69') | Товарищеский матч               |
| 8  | 27 января 2022   | Бразилия   | 1:1  | 0        | 72'( 18') | Отбор ЧМ-2022-КОНМЕБОЛ          |
| 9  | 2 февраля 2022   | Перу       | 1:1  | 1        | 90'       | Отбор ЧМ-2022-КОНМЕБОЛ          |
| 10 | 25 марта 2022    | Парагвай   | 0:3  | 3        | 90'       | Отбор ЧМ-2022-КОНМЕБОЛ          |
| 11 | 30 марта 2022    | Аргентина  | 1:1  | 1        | 90'       | Отбор ЧМ-2022-КОНМЕБОЛ          |
| 12 | 27 сентября 2022 | Япония     | 0:0  | 0        | 90'       | Товарищеский матч               |
| 13 | 20 ноября 2022   | Катар      | 2:0  | 0        | 90'       | ЧМ-2022 (группа A)              |
| 14 | 25 ноября 2022   | Нидерланды | 1:1  | 1        | 90'       | ЧМ-2022 (группа A)              |
| 15 | 29 ноября 2022   | Сенегал    | 1:2  | 2        | 90'       | ЧМ-2022 (группа A)              |

Итого: сыграно матчей: 15. Победы: 3, ничьи: 9, поражения: 3. Пропущено голов: 17. «Сухие» матчи: 5.